# Brevipalpus rhanis
Brevipalpus rhanis är en spindeldjursart som beskrevs av Hasan, Akbar och Ashfaq 2002. Brevipalpus rhanis ingår i släktet Brevipalpus och familjen Tenuipalpidae. Inga underarter finns listade.